# 阿爾烏拜德銅樑
阿爾烏拜德銅樑是一座於伊拉克南部古苏美尔城市阿爾烏拜德發現的一個大型銅板或浮雕。由英國考古學家亨利·霍爾於1919年發掘，這個浮雕是從古代美索不達米亞保存至今的最大金屬雕塑之一，現保存在大英博物館中。

## 發現
這件雕塑於1919年在伊拉克南部古城烏爾附近孤立的蘇美爾遺址阿爾烏拜德，採用泥與磚建成的神殿基礎下方所發現的雕塑，根據銘刻記載，考古學家已確定這座神殿最初因獻給女神宁胡尔萨格而建立。基於其最初被發現的位置，有人認為這個銅板原本位於神殿的門上方。
不久之後，這件雕塑被運往倫敦，成為大英博物館的收藏品之一。

## 特徵
在發現時，阿爾烏拜德銅樑處於相當危殆的狀態，需要由修復師進行大量修復。修復後的銅板中央呈現出獅頭鷹安祖的形象，它被視為尼努尔塔的象徵。神的兩側各站著一隻鹿，其中一隻的頭部已被修復。
這個浮雕是從一塊非常大的銅板打造而成，像這樣尺寸如此巨大的物品能夠保存至今為少數個例，因為大多數此時期的金屬器物在古代幾乎都已熔化，以便用於金屬價值。

## 相關書籍
- H.R. Hall and C.L. Woolley, Ur Excavations, vol. I: Al-Uba (London, Oxford University Press, 1927)
- T. C. Mitchell, Sumerian art: illustrated by objects from Ur and Al-'Ubaid (London, The British Museum Press, 1969)
- H.W.F. Saggs, Babylonians (London, The British Museum Press, 1995)
- D. Collon, Ancient Near Eastern art (London, The British Museum Press, 1995)
- Michael Roaf, Cultural atlas of Mesopotamia (New York, 1990)